# Édit de tolérance (1787)
Pour les articles homonymes, voir Versailles (homonymie).

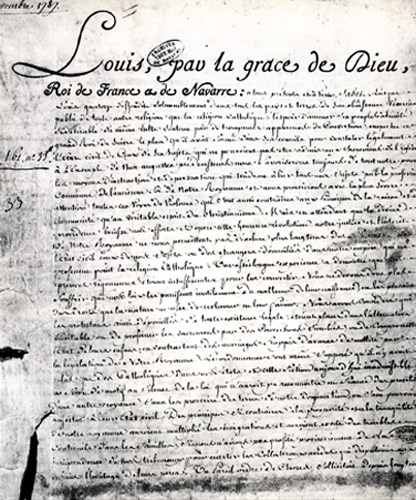
L'édit de tolérance de Versailles, signé par Louis XVI en 1787.

L’édit de tolérance ou édit de Versailles qui est enregistré  le 7 novembre 1787  au parlement sous Louis XVI, alors que le cardinal Loménie de Brienne est principal ministre d'État, rend aux protestants et aux juifs une existence légale et institue pour les non-catholiques un état civil laïc (tenu par des juges royaux). Il permet aux protestants de faire lever la mention infamante d'enfant illégitime jusque-là accolée à toutes les naissances protestantes dans les registres paroissiaux. Il restaure en partie des droits qui avaient été confisqués par la révocation de l’Édit de Nantes en 1685  sans toutefois reconnaitre la liberté de culte. 

## Présentation

### Un statut juridique pour les protestants et les juifs
Il permet aux personnes non-catholiques — calvinistes, luthériens et Juifs — de bénéficier de l'état civil sans devoir se convertir au catholicisme. Il n'accorde aucun droit quant au culte : il précise que « la religion catholique […] jouira seule, dans notre royaume, des droits et des honneurs du culte public ». L’édit de Versailles donne aux non-catholiques de France un statut juridique et civil, incluant le droit de contracter un mariage civil sans avoir à se convertir à la religion catholique qui demeure la religion officielle du royaume de France. Les principaux concernés sont les protestants mais aussi les Juifs. La signature de l’édit de Nantes, le 13 avril 1598, par Henri IV avait accordé aux huguenots le droit de pratiquer leur foi dans certains lieux, droits révoqués avec l’édit de Fontainebleau de Louis XIV le 18 octobre 1685.

### Un édit préparé depuis vingt ans
Inspiré des arguments des philosophes français et de personnalités de l’époque, comme Turgot, Malesherbes, l’Américain Benjamin Franklin, ou même de simples pasteurs comme Jean Jarousseau, le texte de l'édit de Versailles émane de l’intervention en faveur des protestants d’une gloire du barreau, l’avocat au Parlement Guy-Jean-Baptiste Target, qui s’est illustré par une plaidoirie contre les jésuites, par son opposition constante au despotisme, et par sa protestation retentissante lors de l'établissement du parlement Maupeou.
Il a été précédé, vingt ans avant, par les propositions de Pierre Gilbert de Voisins, qui rédige en 1766 deux Mémoires sur les moyens de donner aux protestants un état civil en France. Tout en affirmant que la conversion des protestants reste « un objet définitif », Gilbert de Voisins propose d'autoriser le culte protestant privé, domestique ou avec quelques proches, et de donner un fondement juridique aux mariages des protestants en les faisant reconnaître soit par un magistrat, soit par le curé, qui agirait alors non comme prêtre mais au nom du roi comme fonctionnaire. Le texte comprend un projet de déclaration royale dans ce sens, qui prévoit donc une procédure civile d’enregistrement des mariages. Ce projet est débattu quatre fois en Conseil, mais est finalement abandonné, pour des raisons qui restent à éclaircir.
Les mémoires de Gilbert de Voisins ne sont publiés qu'en 1787, par son petit-fils, le président au Parlement Pierre Paul Alexandre Gilbert de Voisins, sous le titre Mémoires sur les moyens de donner aux protestans un état civil en France, composé de l’ordre du roi Louis XV par feu M. Gilbert de Voisins, conseiller d’État, dans le contexte de la préparation de l'édit de Versailles.

### Un édit de tolérance
Ce dernier a été porté politiquement par Lamoignon de Malesherbes, ministre de Louis XVI, et par Rabaut Saint-Étienne, porte-parole de la communauté protestante de France. Il conserve le catholicisme comme religion d'État du royaume de France, mais ses décrets réduisaient à néant l'édit de Fontainebleau (1685) et les persécutions des huguenots sous Louis XV en soulageant les non-catholiques. L'application de cet édit connaît des exceptions dont la plus notable est le parlement de Metz, qui exclut explicitement les juifs du bénéfice de la nouvelle loi. C'est ainsi qu'en 1789, les juifs du sud-ouest de la France peuvent participer à la rédaction des cahiers de doléances, au contraire de leurs coreligionnaires de l'est de la France.
L’édit de Versailles ne reconnaît donc aucunement la religion protestante, mais il s'agit d'une étape importante dans la pacification des tensions du pays, en signifiant officiellement la fin des persécutions religieuses en France. Il faudra attendre deux années supplémentaires pour que la liberté de religion soit accordée à presque tous en France, avec la Déclaration des droits de l'Homme et du citoyen. C'est en 1791 que tous les Juifs de France (y compris de l'Est) sont admis à jouir des droits politiques (décret de l'Assemblée nationale du 27 septembre 1791).